# Marco Júnio Bruto, o Jovem
Marco Júnio Bruto (em latim: Marcus Junius Brutus; Roma, 85 a.C. – Filipos, 42 a.C.), foi um patrício, líder político de orientação conservadora na republicana romana e militar romano. Depois de ser adotado por seu tio, começou a usar o nome Quinto Servílio Cépio Bruto, mas voltou a usar seu nome original. Foi um dos assassinos de Júlio César.

## Biografia
Pertencia a umas das famílias patrícias mais antigas de Roma, membros, portanto, da aristocracia romana: Júnio. Consta que os Júnios eram descendentes diretos da deusa Juno, a esposa de Júpiter. Além disso, foram os fundadores da República Romana e tinham parentesco somente e com várias famílias nobres.[carece de fontes?]
Era filho de Servília Cepião, uma conhecida patrícia da época, posteriormente amante de Júlio César, e seu pai, Marco Júnio Bruto, o Velho, foi tribuno da República e o fundador de Cápua, onde sua família detinha extensas fazendas. Bruto, pelo seu lado materno, pertencia a uma família também patrícia chamada Servílio. Também era sobrinho de Catão de Útica.
Apoiou Pompeu Magno contra Júlio César nas guerras civis romanas. Perdoado por este após a batalha de Farsália, tornou-se procônsul da Gália Cisalpina, e posteriormente pretor, em 44 a.C., como favorecido de César. Junto com Cássio, conspirou para matar o general. Foi o idealismo de Brutus que restringiu a ação dos conspiradores ao ato único de matar César: assim eles perderam a iniciativa política para o cônsul António, a quem haviam poupado, e foram obrigados a fugir, formando posteriormente na Grécia uma frota e um exército contra Marco António e Otaviano. [carece de fontes?] Suicidou-se em 42 a.C., após a derrota na Batalha de Filipos.

## Na cultura
A expressão popular "até tu, Brutus?" ainda é utilizada no século XXI. A fala é direcionada a alguém que o locutor entenda que o tenha traído. É uma alusão a uma fala atribuída a Júlio César em sua peça biográfica de autoria de Shakespeare. Na situação, Júlio César teria ficado surpreso que a oposição a si no Senado era tão grande que até mesmo seu filho adotivo teria feito parte do grupo de assassinos que o atacou. Por conta da dimensão da situação original, e do famoso uso nesta situação dramática, a expressão costuma ser usada como exagero propositadamente, de forma amistosa e humorosa.  

## Escritos de Bruto
De Bruto chegaram até os nossos dias algumas cartas escritas a Cícero compiladas junto às cartas deste àquele em Epistulae ad Brutum.